# Habenaria lelyi
Habenaria lelyi är en orkidéart som beskrevs av Victor Samuel Summerhayes. Habenaria lelyi ingår i släktet Habenaria och familjen orkidéer.

## Underarter
Arten delas in i följande underarter:
- H. l. lelyi
- H. l. macroceras